# Pseudosmittia rectilobus
Pseudosmittia rectilobus är en tvåvingeart som beskrevs av Freeman 1955. Pseudosmittia rectilobus ingår i släktet Pseudosmittia och familjen fjädermyggor. Inga underarter finns listade i Catalogue of Life.